# Январь 2014 года

Список событий января 2014 года.

## События
- 1 января
  - Колорадо первым из штатов США легализовал марихуану[1].
  - В Праге при взрыве дома погиб посол Палестины в Чехии Джамаль Мухаммед Джамаль[2].
  - Новым президентом Швейцарии стал Дидье Буркхальтер[3].
  - Латвия перешла на евро[4].
  - Билл де Блазио вступил в должность мэра Нью-Йорка[5].
- 2 января
  - В Великобритании в результате стихии погибли 7 человек, 1 пропал без вести, тысячи семей остались без крова[6].
  - В Индии пассажирский автобус попал в ДТП и упал в пропасть, погибли 27 человек, пострадали около 20 человек[7].
  - В Афганистане в результате теракта погибли 5 человек, ранены более 17[8].Траектория 2014 AA

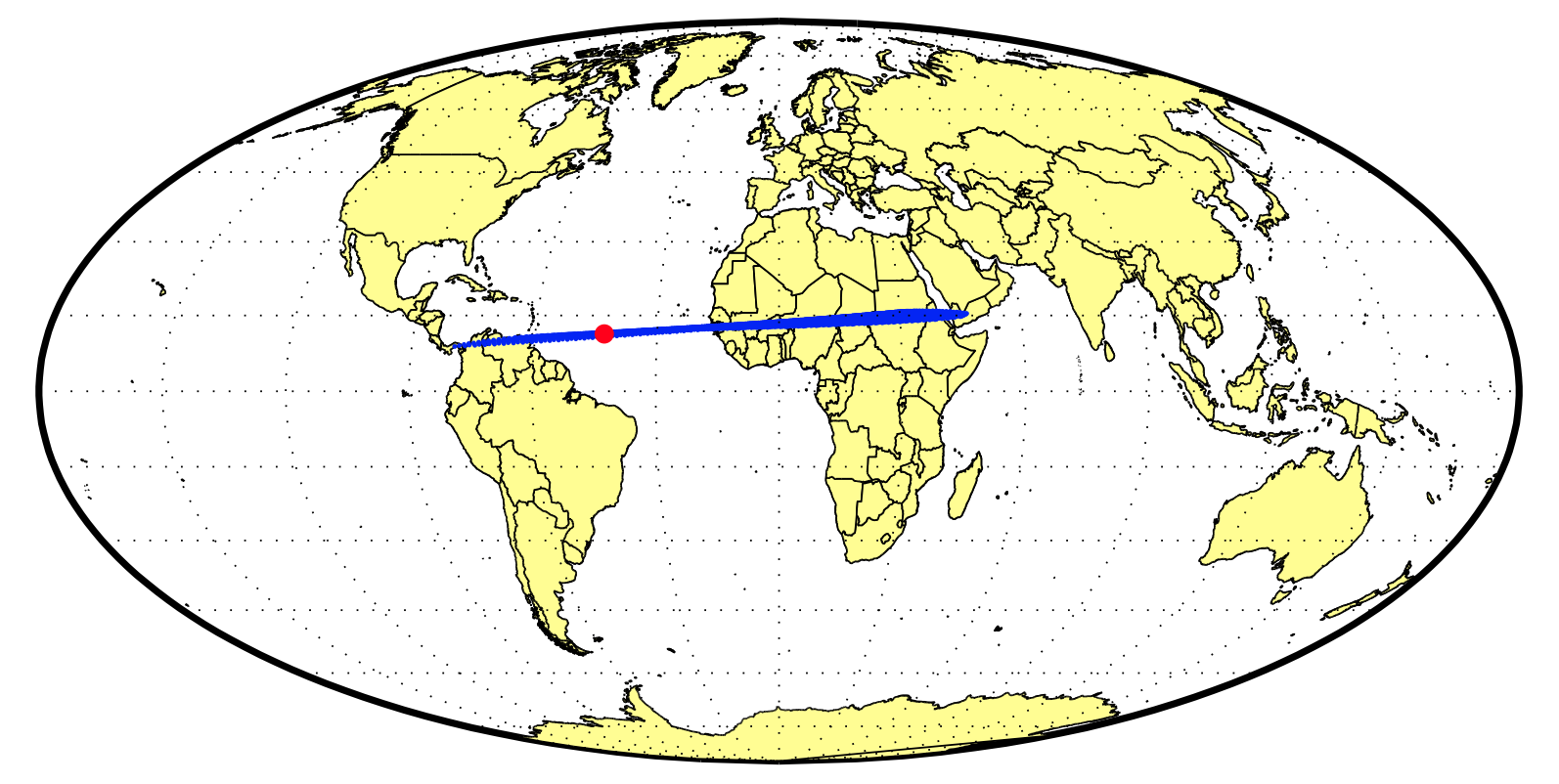
Траектория 2014 AA

  - В 04.50 по Гринвичу (08.50 мск) в атмосферу Земли над Атлантическим океаном вошёл и полностью разрушился пятиметровый астероид 2014 AA, обнаруженный утром 1 января американской обсерваторией Маунт-Леммон, став вторым после 2008 TC3 в истории астероидом, упавшим на Землю после его открытия[9].
  - Fiat за $3,65 млрд выкупил 41,5 % акций автоконцерна Chrysler, остававшихся в руках американцев, и стал 100-процентным владельцем американского автогиганта[10].
- 3 января
  - В Санкт-Петербурге застрелился вице-адмирал Юрий Гаврилович Устименко[11].
  - В провинции Анбар (Ирак) в результате вооружённых столкновений погибли более 100 человек[12].
- 4 января
  - В результате снегопадов в США погибли 16 человек[13].
  - В результате столкновения автобуса с фургоном и легковым автомобилем в Пензенской области (Россия) погибли 8 человек, 19 пострадали[14].
- 5 января
  - Парламентские выборы в Бангладеш[15].
  - Индийская организация космических исследований провела первый успешный пуск ракеты-носителя GSLV с криогенным двигателем CE-7.5[англ.] собственной индийской разработки[16]
- 6 января
  - Языки ассирийцев и туркоманов стали официальными в Ираке[17].
  - На северо-западе Китая в результате давки погибли 14 человек, более десяти госпитализированы[18].
  - Лаймдота Страуюма рекомендована премьер-министром Латвии[19].
  - Сенат США утвердил кандидатуру Джанет Йеллен на пост главы Федеральной резервной системы, она стала первой женщиной на этом посту[20].
- 7 января
  - Митрополит Прусский Элпидофор (Ламбриниадис) на официальном сайте Константинопольской Церкви опубликовал статью «Первый без равных. Ответ на „Позицию Московского Патриархата по проблеме первенства во Вселенской Церкви“», которая явилась ответом на документ «Позиция Московского Патриархата по вопросу о первенстве во Вселенской Церкви»[21]. В статье он указал на то, что Константинопольский патриархат основывает точку зрения на пункты документа на учении о троице и указал на найденные логические нарушения в опубликованном оппонентами документе[22], что стало новым этапом конфликта между церквями[23].
- 8 января
  - ФИФА официально объявила, что чемпионат мира по футболу 2022 в Катаре будет проведен зимой, а не как обычно летом[24].
  - Начался референдум по новой конституции Египта для египтян, проживающих за рубежом[25].
  - Нурсултан Назарбаев вошёл в список «самых деспотичных лидеров» Азии по версии ряда американских интернет-порталов[26].
  - В Ставропольском крае обнаружено четыре автомобиля с трупами неизвестных мужчин и взрывными устройствами. В регионе введён режим контртеррористической операции, возбуждено уголовное дело. Всего 6 человек были убиты боевиками из Кабардино-Балкарии[27].
  - Экс-премьер Сомали Абдивели Мохаммед Али избран новым президентом автономного сомалийского района Пунтленд[28].
- 9 января
  - Премьер-министр Туниса Али Лараед подал прошение об отставке. Новым премьер-министром будет назначен Мехди Джомаа[29].
  - Во время пятого этапа ралли Дакар погибли 2 журналиста, когда их машина не вписалась в поворот[30].
  - В сети появились фотографии[31] якобы впервые с 1912 года полностью замёрзшего из-за сильных морозов Ниагарского водопада[32].
- 10 января
  - Самопровозглашённый президент ЦАР Мишель Джотодия и премьер-министр Николя Тиангэй подали в отставку[33].
  - Новый премьер-министр Туниса Мехди Джомаа вступил в должность[34].
- 11 января
  - После восьми лет борьбы за жизнь умер бывший премьер-министр Израиля Ариэль Шарон[35].
  - В эоценовых отложениях бельгийского местечка Дормааль найдены останки Dormaalocyon latouri — древнейшего представителя отряда хищных млекопитающих[36].
  - Пограничный конфликт Кыргызстана с Таджикистаном: из-за разногласий при строительстве дороги, между пограничниками двух стран произошла перестрелка. После инцидента Киргизия закрыла границы с Таджикистаном «до стабилизации обстановки»[37].
- 12 января
  - В Лос-Анджелесе прошла 71-я церемония вручения премии Золотой глобус, лучшим фильмом стала картина «12 лет рабства»[38].
- 13 января
  - В Цюрихе прошла церемония вручения футбольной премии «Золотой мяч». Лучшей футболисткой стала немка Надин Ангерер, лучшим футболистом во второй раз стал Криштиану Роналду[39].
- 14 января
  - Апелляционный суд США отказал Федеральному агентству связи (FCC) в праве требовать от интернет-провайдеров соблюдения принципа сетевого нейтралитета[40].
- 15 января
  - В Москве официально запущена в эксплуатацию первая очередь электродепо «Братеево» в одноимённом районе[41][42].
  - Премьер-министр Гвинеи Мохамед Фофана подал в отставку[43].
  - Губернатор Челябинской области Михаил Юревич досрочно ушел в отставку по собственному желанию[44].
- 16 января
  - В Южном Судане в ходе гражданской войны, начавшейся в декабре, полностью уничтожены 2 города Бор и Бенту[45].
  - Объявлены номинанты на 86-ю кинопремию «Оскар», фаворитами по числу номинаций стали американские ленты «Гравитация» и «Афера по-американски»[46].
  - Верховная Рада Украины приняла «Законы о диктатуре».
- 17 января
  - Госдума РФ приняла в первом чтении законопроект о возврате графы «против всех» в избирательные бюллетени[47].
  - В результате организованного талибами взрыва возле ресторана в Кабуле погиб 21 человек, в том числе несколько сотрудников ООН[48].
  - Анонсирован смартфон Samsung Galaxy S5[49].
  - Лидер Уганды Йовери Мусевени отказался утвердить законопроект об ужесточении наказания за однополые отношения[50].
  - Президент Украины Виктор Янукович подписал принятый накануне Верховной Радой пакет законов, регулирующий, в том числе, свободу мирных собраний[51].
- 18 января
  - Российский экипаж Андрея Каргинова выиграл ралли Дакар в зачёте грузовиков[52].
  - Проект новой Конституции Египта[англ.] поддержали 98 % участников референдума при явке 39 %[53].
- 19 января
  - В центре Киева (улица Грушевского, Европейская площадь) начались столкновения оппозиции с милицией[54][55].
  - На Филиппинах в результате наводнения погибли 40 человек, 5 жителей пропало без вести, 160 тысяч лишились крова[56].
- 20 января
  - Российские цирковые артисты впервые в истории стали обладателями Золотого клоуна циркового «Оскара» на Международном фестивале в Монте-Карло. Обладателями премии стали воздушные гимнасты цирка Запашного Валерий Сычев и Мальвина Абакарова[57].
  - Кэтрин Самба-Панса избрана президентом ЦАР, став первой женщиной главой государства в истории страны[58].
  - Опубликованы наблюдения китайских учёных за шаровой молнией, впервые удалось получить её спектр, заснять появление и эволюцию[59].
  - Европейский космический зонд «Розетта», направляющийся к комете 67Р/Чурюмова-Герасименко, вошёл в рабочее состояние после двух с половиной лет спячки[60].
  - В Гонконге состоялась многотысячная демонстрация за справедливое обращение со всеми трудовыми мигрантами и соблюдение прав человека, причиной которой стало избиение индонезийской горничной[61].
- 21 января
  - Премьер-министром Южной Осетии стал Доменти Кулумбегов[62].
  - В Давосе открылся 44-й Всемирный экономический форум, ключевыми темами дискуссий обозначены поиски новых источников роста, перспективы крупнейших развивающихся экономик, а также обсуждение последних событий на Украине[63].
- 22 января
  - Строительная свая пробила тоннель на перегоне между станциями московского метрополитена «Автозаводская» и «Коломенская», в результате чего на несколько часов было ограничено движение поездов на южном радиусе Замоскворецкой линии[64][65].
  - Во время беспорядков и столкновений с полицией протестующих в центре Киева на улице Грушевского, 3 человека погибли, сотни пострадали[66].
  - Лаймдота Страуюма стала первой в истории женщиной премьер-министром Латвии[67]
  - В швейцарском городе Монтрё началась мирная конференция по Сирии «Женева-2»[68]
  - Мохаммед Эль Эриан, гендиректор и содиректор по инвестициям крупнейшего в мире фонда облигаций PIMCO, ушёл в отставку с обоих постов, не прокомментировав своё решение[69].
- 23 января
  - В галактике M82, которую часто выбирают для наблюдений астрономы-любители, обнаружена сверхновая I типа SN 2014J[70].
  - Логистические операторы DHL, FedEx, DPN, Фрейт линк (Pony Express), СПСР, TNT Express, и UPS прекратили доставлять в Россию покупки из зарубежных интернет-магазинов[71][72].
- 24 января
  - Премьер-министром Габона назначен Даниэль Она Ондо[73].
  - От полётов в Венесуэлу отказались американские авиакомпании Delta и American Airlines, канадская Air Canada, эквадорская Tame и ещё две авиакомпании, до тех пор пока правительство Венесуэлы не погасит им задолженность, которая в сумме превышает 3 млрд долларов[74].
- 25 января
  - В должность президента Мадагаскара вступил Эри Раджаонаримампианина[75].
  - Президент Украины Виктор Янукович во время переговоров с лидерами украинской оппозиции согласился изменить конституцию страны и предложил пост премьер-министра Арсению Яценюку, а пост вице-премьера Виталию Кличко[76][77].
  - Премьер-министром ЦАР стал Андре Нзапэике[78].
  - Около 30 человек погибли в Египте в результате столкновений полиции и митингующими[79].
  - В Китае самолет-амфибия Cessna 208 совершил свой первый полёт[80].
- 26 января
  - Швейцарский теннисист Станислаc Вавринка впервые в карьере выиграл турнир Большого шлема Открытый чемпионат Австралии[81]. В женском одиночном разряде победу одержала китаянка Ли На[82].
- 27 января
  - В должность президента Гондураса вступил Хуан Орландо Эрнандес[83].
  - Премии «Грэмми» за лучший альбом и лучшую запись получил дуэт Daft Punk. Лучшей песней признана Royals новозеландской певицы Лорд[84].
- 28 января
  - Исполняющим обязанности премьер-министра Украины стал Сергей Арбузов[85].
  - Премьер-министр Украины Николай Азаров подал в отставку из-за непрекращающихся в стране акций протеста и ради мирного разрешения политического кризиса[86].
  - Парламент Украины на внеочередной сессии отменил принятые 16 января законы, предусматривающие ужесточение ответственности за нарушения в ходе массовых акций[87].
  - В Ростовской области начался сильнейший снегопад вызвавший заторы на трассе М4 «Дон». В Ростове-на-Дону и Таганроге это вызвало нехватку хлеба на несколько дней, была парализована работа общественного транспорта, начал действовать режим чрезвычайной ситуации[88].
- 29 января
  - Новым премьер-министром Чехии стал Богуслав Соботка[89].
  - Большинство общественных и спутниковых операторов «НТВ-Плюс», «Дом.ru», «Акадо», «Триколор ТВ» и других отключили телеканал «Дождь» из-за скандала связанного с опросом посвященным 70-летию со дня снятия блокады Ленинграда. Многие чиновники и общественные деятели предложили закрыть канал[90].
  - Президент Сербии Томислав Николич распустил скупщину и назначил дату внеочередных парламентских выборов[91].
  - Отдел Британской библиотеки оцифровал и опубликовал в интернете более 15 000 листов персидских рукописей[92].
- 30 января
  - В Татарстане (Россия) из-за низкой температуры погибли 13 человек[93].
  - Китайский производитель компьютерной техники Lenovo официально подтвердил, что заключил сделку с американской компанией Google о покупке Motorola Mobility[94].
  - Экономика Филиппин, несмотря на стихийные бедствия, показала годовой рост ВВП в 7,2 %, что стало лучшим после Китая результатом в Азии[95].
  - Социалистическая народная партия Дании вышла из правящей коалиции[96].
  - В журнале Nature описан открытый учёными Гарварда и RIKEN новый способ получения[англ.] индуцированных стволовых клеток[97].
- 31 января
  - Президент Казахстана Нурсултан Назарбаев получил приз в размере 100 евро в номинации «Лучший диктатор года» французского Геополитического центра по изучению преступности[98].